# La Madone des palefreniers
Pour les articles homonymes, voir Madone.
La Madone des palefreniers (en italien, Madonna dei Palafrenieri), appelé aussi La Madone au serpent , est l'une des œuvres religieuses de la maturité du maître du baroque italien Le Caravage, une peinture à l'huile sur toile (292 × 211 cm) présentant une sainte Anne trinitaire,  peinte en 1605-1606, pour l'autel de l'Archiconfrérie des palefreniers pontificaux(italien : Arciconfraternita di Sant'Anna de Parafrenieri) dans la basilique Saint-Pierre. Elle prend son thème dans le Livre de la Genèse (3:15),. Elle est conservée à la Galerie Borghèse de Rome.
Le tableau représente Marie et l'Enfant Jésus écrasant le serpent du péché originel en présence de sainte Anne.

## Histoire
Caravage reçoit cette commande de la puissante Confrérie des Palefreniers le 31 octobre 1605 pour orner l'autel de la chapelle Sant'Anna dei Palafrenieri de la basilique Saint-Pierre de Rome, grâce à l'intérêt du cardinal Ascanio Colonna. Elle est censée remplacer un ancien tableau représentant la traditionnelle sainte Anne trinitaire (conservé dans l'ancienne sacristie), qui n'est plus compatible avec les dimensions de la disposition renouvelée de l'autel. Caravage travaille sur l'ouvrage et l'achève en moins de quatre mois. Il reçoit 25 écus pour la peinture , selon un document daté du 31 octobre retrouvé par le chercheur Luigi Spezzaferro. Le 1er décembre 1605, le doyen de la Confrérie verse au peintre une avance pour la commande ; le 13 mars 1606, un paiement est effectué au charpentier chargé de créer les équerres en bois pour l'installation du tableau dans la chapelle, qui correspond plus ou moins à la pièce où se trouve la mosaïque de Saint Michel de Guido Reni dans l'abside, du côté droit du transept de Michel-Ange. Le tableau est payé à Caravage le 8 avril 1606, date à laquelle il est posé sur l'autel de la confrérie dans la nouvelle basilique, lorsque l'artiste signe le reçu de sa main propre, environ cinq mois après la commande. 
Cet accrochage public scandalise : il est refusé, non par les destinataires mais par les cardinaux de la fabrique de Saint-Pierre, en raison de la nudité choisie par le peintre pour un Enfant trop grand à la pose incertaine et du décolleté trop profond de la Vierge Marie,, mais aussi pour son manque de décorum. Il est retiré le 16 avril et installé dans l'église Sainte-Anne-des-Palefreniers, une église en l'honneur de sainte Anne,. La réputation du modèle utilisé par Caravage pour représenter la Vierge Marie pourrait être une autre raison pour laquelle ce retable a été retiré.
Le 16 avril, un paiement est effectué pour les porteurs qui doivent transférer le tableau de Saint-Pierre à l'église Sainte-Anne-des-Palefreniers ; le 19 mai, la Confrérie du Vatican règle la commande au peintre en payant la dernière tranche, tandis que le 16 juin, les frères autorisent, le cardinal Scipione Caffarelli-Borghese à acheter le tableau à un prix avantageux, n'ayant pas l'intention de conserver le tableau ; le 20 juillet 1606, le cardinal verse la somme de 100 écus au doyen de la Confrérie des Palefreniers. Le tableau passe ainsi dans sa collection privée ; il se trouve aujourd'hui à la Galerie Borghèse, située dans son palais.

### Rémunération de Caravage
Au moment de la création de l'œuvre, pour laquelle il reçoit une rémunération totale de 70 écus, Le Caravage réside chez son ami avocat Andrea Ruffetti. Compte tenu du montant de la rémunération, relativement faible par rapport à celui des autres œuvres, on peut supposer que l'artiste ne jouit plus du prestige qui a justifié les rémunérations précédentes au moment de la création du tableau. Mais on peut aussi émettre l'hypothèse que le peintre tient particulièrement à ce qu'une de ses œuvres soit placée dans un lieu prestigieux comme la nouvelle basilique Saint-Pierre, et qu'il accepte donc une rémunération inférieure. On peut également croire qu'en facilitant l'obtention de la commande, le cardinal Scipione Borghese, admirateur du Caravage (qui a peint en 1605, un portrait de son oncle le pape Paul V) et futur collectionneur de ses œuvres, a joué un rôle important .

### Modèle

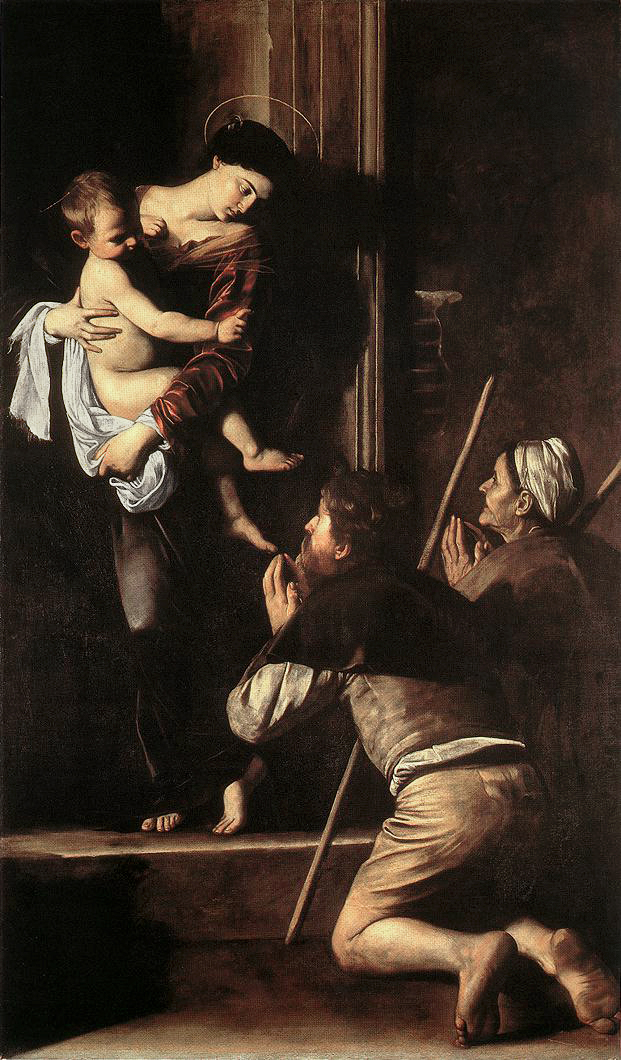
Le Caravage, La Madone des pèlerins, 1605, basilique Sant'Agostino in Campo Marzio, Rome.

Le modèle utilisé par Caravage pour représenter la Vierge Marie s'appelle Maddalena Antonietti, également connue sous le nom de Lena, qui vient d'une classe sociale inférieure et travaille comme modèle pour des artistes afin de subvenir à ses besoins. Elle a déjà été modèle pour La Madone des pèlerins de Caravage en 1603. Ce dernier a développé une relation forte avec elle, ce qui explique pourquoi elle est employée dans d'autres œuvres. Maurizio Marini note que même si beaucoup ont affirmé que Lena était une prostituée, il n'existe aucune preuve pour le confirmer. Cependant, cette relation est plus sérieuse qu'avec les autres maîtresses que Caravage a eues.

### Motifs du refus

Le Caravage, La Mort de la Vierge, 1606, musée du Louvre.

Diverses hypothèses ont été avancées concernant le refus de l'ouvrage par les clients.
Selon Jacob Hess, suivi par Max Jakob Friedländer, la chapelle désirée n'a pas été accordée à la Confrérie des Palefreniers dans la nouvelle basilique ; ils ont donc été contraints de se contenter d'une petite chapelle, où le tableau du Caravage ne pouvait pas rentrer. L'hypothèse d'un transfert temporaire du tableau dans l'église Sainte-Anne-des-Palefreniers appartenant à la Confrérie a donc été avancée,,.
Luigi Spezzaferro estime que l'hypothétique démontage de l'autel où était placé le tableau n'était pas dû à l'autel, mais au tableau, qui ne pouvait être exposé dans ce lieu que pendant quelques jours, et relie le refus à un autre refus contemporain, celui de la La Mort de la Vierge peinte pour l'église Santa Maria della Scala. Luigi Spezzaferro pense que le tableau a été retiré en raison de la manière dont Caravage représente sainte Anne. Traditionnellement dans le christianisme, sainte Anne est louée comme un symbole de grâce ; Caravage la représente ici comme si elle était simplement une femme âgée ordinaire, une vieille femme ridée et emmitouflée, debout à côté de Marie et du Christ. Une autre raison pour laquelle le tableau a pu être retiré est que Caravage n'a pas fait suffisamment d'efforts pour représenter le groupe de la Sainte Famille.
Mais il ne fait aucun doute que la raison plus fondamentale qui a conduit au rejet évident de l'œuvre se trouve dans le manque de rédemption de sainte Anne, patronne des Palafrenieri, vue dans une étrange attitude méditative ; Salvatore Settis compare cette image de la mère de Marie à une statue de Démosthène et la désigne comme une iconographie de la méditation. Cette attitude abstraite et non participative de sainte Anne, qui aurait dû justement conduire à la grâce, irritait les Frères et le collège des cardinaux, et en particulier le cardinal de Côme Tolomeo Gallio.
L'historien de l'art John Spike n'est pas sûr de la raison principale pour laquelle cette pièce a été retirée et ne peut pas l'attribuer à une raison spécifique. L'érudit Maurizio Marini estime que l'une des principales raisons pour lesquelles le retable de Caravage a été retiré est qu'il est un meurtrier ayant commis de nombreux crimes dont celui de Ranuccio Tomassoni de Terni en duel.
Une autre raison du rejet pourrait être que Caravage a utilisé Léna comme modèle pour représenter la Vierge Marie. L'Église a peut-être rejeté l'ouvrage sachant que Lena n'était pas une personne appropriée pour représenter une figure sainte puisqu'elle était une prostituée. Lena a notamment développé une relation avec Mariano Pasqualone qui a conduit Caravage à un duel à l'épée avec celui-ci dans un restaurant appelé Via Della Scrofa.
Le fait que l'Enfant Jésus soit entièrement nu a peut-être également suscité une controverse et pourrait être une autre raison pour laquelle le retable a été retiré de Saint-Pierre. Pendant la Contre-Réforme, l'Église ne voulait pas exposer d'œuvres d'art montrant de la nudité, en particulier représentant une figure aussi sainte.

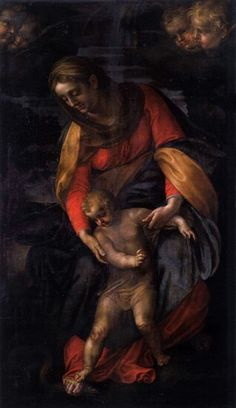
Giovanni Ambrogio Figino, la Madone au serpent, église Sant'Antonio Abate, Milan.

Le tableau pouvait provoquer d'autres conflits à la suite de la dispute entre catholiques et protestants sur une interprétation différente de l'Ancien Testament relative au moment où Marie écrase la tête du serpent avec son pied. Selon les catholiques, Marie écrase le Mal personnifié par le serpent-démon ; selon les protestants, il s'agit plutôt de Jésus. Le Caravage aurait donc impliqué excessivement l'Enfant Jésus dans le meurtre du serpent ; il aurait donc suffi, pour parvenir à la Rédemption, de se tourner vers la bienveillance divine sans que l'Église de Rome ait un rôle décisif. Pie V avait pourtant publié en 1569 une bulle pontificale précisant que le serpent est écrasé par le Fils avec l'aide de la Vierge Marie. En cela, conclut Maurizio Calvesi, Le Caravage n'a rien fait d'autre que reprendre ce qu'Ambrogio Figino avait déjà proposé dans une de ses œuvres, la Madone au serpent de l'église de Sant'Antonio Abate de Milan :  selon celui-ci, Caravage, s'insère dans ce qui est l'interprétation contemporaine de l'art de la Contre-Réforme et de la pensée de Charles Borromée. La référence au motif de l'Immaculée Conception pour cette interprétation iconographique et à la dépendance du Caravage à l'égard de Figino pour cette œuvre avait déjà été proposée par Roberto Longhi : Le Caravage a simplement suivi un exemple important assimilé lors de son séjour Lombard ; il s'est heurté à un rejet similaire, car l'œuvre de Figino, initialement destinée à l'église San Fedele de Milan, a également été rejetée par les Jésuites en raison de son iconographie ambiguë.
Il reste cependant à considérer que dans son Discorso intorno alle imagini sacre et profane diuiso in cinque libri (Discours sur les images sacrées et profanes, Bologne, 1582), Gabriele Paleotti a sévèrement condamné toute représentation de la Vierge Marie qui pourrait être seulement vaguement lascive et qui « rend malade à regarder ». Les seins de Lena offerts à la vue des spectateurs n'étaient certainement pas un spectacle agréable en raison de la position rigide des pères réformateurs et se heurtaient certainement à la position classiciste de Giovanni Pietro Bellori : « L'autre tableau de Santa Anna a également été retiré de l'un des autels mineurs de la basilique du Vatican, on y trouve d'ignobles portraits de la Vierge avec l'enfant Jésus nu, comme on le voit dans la Villa Borghèse ».
Toutes ces raisons ont généré un fort embarras et une forte opposition de la part des Palefreniers du pape qui ne pouvaient pas se permettre de conserver une œuvre qui était au moins contestée comme bannière de leur autel à Saint-Pierre ou de leur église confraternelle. Leur proximité avec le pontife et leurs contacts continus avec le collège des cardinaux en raison de leur service à la cour pontificale ont rendu impossible la présence de l'œuvre au Vatican.

## Iconographie

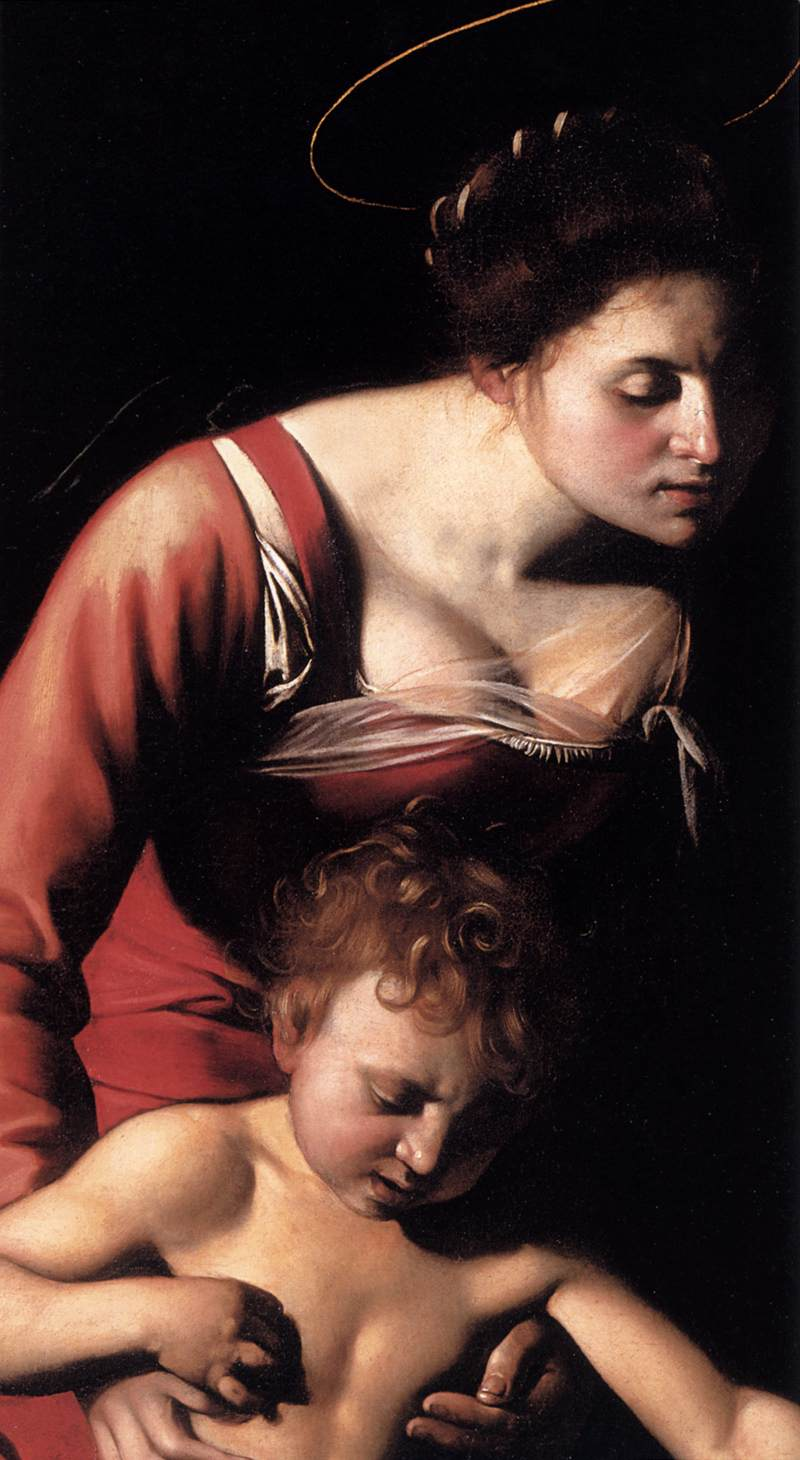
Détail.

### Description
La toile représente l'Immaculée Conception selon le passage de la Genèse (III.15) : « Je mettrai de l'inimitié entre toi et la femme, entre ta lignée et sa lignée : elle t'écrasera la tête et tu lui saperas le talon ». Trois personnages sont présents : la Vierge, l'Enfant Jésus et sainte Anne. Les deux premiers apparaissent bien plus dynamiques que cette dernière. La sainte ne suit l'action que du regard et apparaît comme une « énorme figure de bronze » .
Le thème posé, Le Caravage montre Marie, au centre gauche, soutenant son fils, représenté assez grand et nu, qui appuie son pied sur le sien pour écraser un serpent. Sainte Anne, patronne des palefreniers de Rome, commanditaires de l'œuvre, assiste les mains jointes, pensive, représentée en vieille femme habillée sombrement a contrario de la Vierge, habillée de pourpre (couleur de la Passion du Christ), largement décolletée.
Bien qu'il ne s'agisse pas de son arrangement le plus réussi, il s'agit d'une représentation atypique de la Vierge Marie pour l'époque, qui elle a dû choquer certains spectateurs contemporains. Elle est représentée piétinant et écrasant un serpent, emblème du Mal ou du péché originel, avec l'aide de son fils qu'elle tient. Les serpents symbolisaient l'hérésie, la non croyance en Dieu. Croire en Dieu était considéré comme la vérité ; si une personne croyait en une autre représentation d'une figure divine au lieu de Jésus, cela était considéré comme un péché. Marie et Jésus écrasent le serpent avec leurs pieds en le regardant. Le serpent s'enroule parce qu'il rejette la présence des trois personnes. Marie et Jésus sont tous deux pieds nus ; Jésus est un enfant entièrement nu et non circoncis.
Pour représenter le serpent, dont les spires rappellent le serpent de bronze de la colonne de la basilique Saint-Ambroise de Milan, le peintre s'est de toute évidence inspiré d'un cervin.

### Sainte Anne
Sainte Anne, à laquelle le tableau est destiné à rendre hommage, est une vieille grand-mère ridée, témoin de l'événement. Elle est représentée de manière plus imprécise, plus sommaire et plus fine que les deux autres personnages. Située à l'extrême droite, elle est vêtue d'une robe bleu marine foncé. Elle est la mère de la Vierge Marie et la grand-mère de Jésus. La Vierge Marie et sainte Anne sont représentées avec de fines auréoles en or ; Jésus est la seule figure qui ne possède pas d'auréole : c'est étrange car généralement, dans les œuvres d'art chrétiennes, Jésus est représenté avec le halo le plus brillant pour attirer l'attention sur lui, mais Le Caravage ne l'a pas fait dans ce tableau.

### Importance de la lumière
Il y a un excellent jeu de volumes et une harmonie de contrastes (par exemple, la poitrine de la Vierge et les plis des vêtements) qui confèrent au tableau une extrême vraisemblance. La lumière joue un rôle essentiel dans le tableau : l'une vient de la gauche et a pour rôle de créer les figures et le volume, l'autre vient d'en haut et pourrait symboliser, selon Brandi, la lumière de la Grâce divine.  
Hors les trois personnages, tout le reste de la scène est dans l'ombre ; les figures gagnent en monumentalité dans la lumière. Cette représentation est connue sous le nom de ténébrisme. La main gauche de Jésus est représentée faisant un geste où il joint son majeur et son pouce créant un cercle. Jésus est la figure la plus lumineuse de ce retable aux nombreux rehauts. La lumière brille sur lui parce qu'il est au centre de l'attention et qu'il est connu comme « la lumière du Monde », a déclaré John Spike. Il a plus de pouvoir que sa mère et sa grand-mère. Marie reçoit plus de lumière par rapport à Sainte Anne parce qu'elle se tient derrière son fils.  Marie est davantage touchée par la lumière parce qu’elle a porté et donné naissance à Jésus. Marie et sainte Anne représentent et ont toutes deux un statut dans la hiérarchie chrétienne, mais peu élevé comparé à Jésus.  C’est pourquoi elles sont toutes deux représentées derrière lui. Le serpent reçoit un peu de lumière du fait qu'il a été écrasé par Jésus et la Vierge Marie.

### Nudité
Le Caravage a représenté Jésus nu parce que ses parties génitales représentent le véritable corps humain. Michel-Ange et lui pensent que représenter Jésus nu permet aux spectateurs de comprendre que Jésus est devenu une nature humaine libre de la « contagion adamique de la honte », selon Leo Steinberg, la santé physique et la mort.

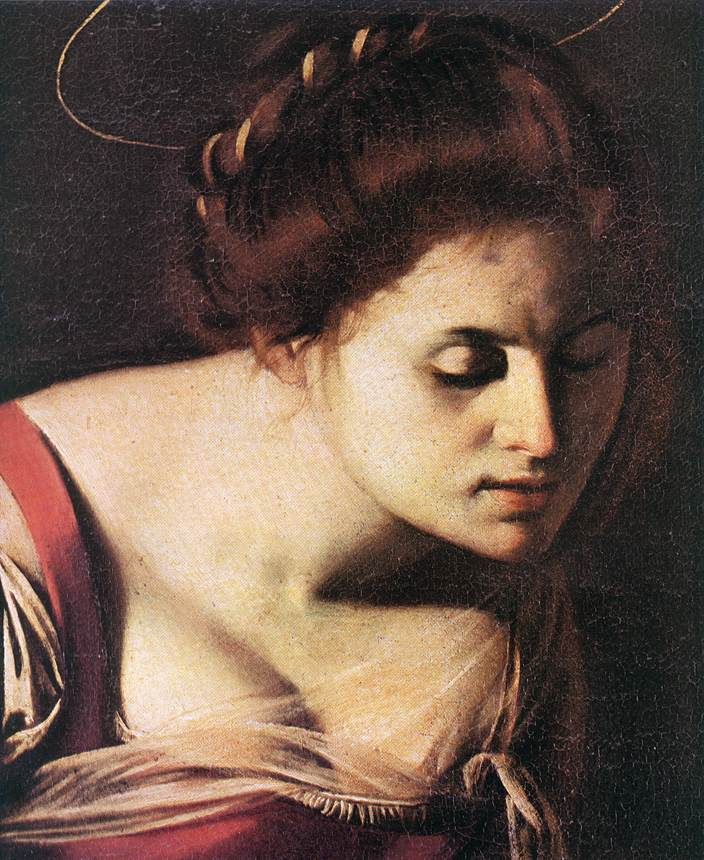
Détail.

Marie est penchée avec son fils, son décolleté est visible ; elle porte un corselet moulant. Cette iconographie du sein comme corselet moulant provient de l'époque médiévale et des tenues traditionnelles. Le symbolisme du fait de montrer sa poitrine représente le lait maternel humain de la Vierge de miséricorde. Le lait maternel est une substance et un aliment que le Christ buvait et était considéré comme un symbole de du rôle de corédemptrice de Marie. Ses seins peuvent être comparés aux plaies du Christ.

### Vêtements de la Vierge Marie
Dans ce tableau, Marie porte des vêtements inhabituels par rapport à la norme : Marie est généralement représentée portant un voile bleu de matrone, d'un manteau et d'une robe blanche. À cette époque, les jeunes femmes romaines portaient ces robes. Dans ce tableau, Caravage la représente portant une robe à l'encolure en voile qui dévoile trop sa poitrine.

## Analyse
La scène mêle le vieux thème de la sainte Anne trinitaire et celui de la Vierge écrasant le serpent. C'est principalement ce dernier thème qui compte pour Le Caravage, sainte Anne n'étant là qu'à titre de patronne des palefreniers. Caravage a peut-être pris l'idée de la Vierge et Jésus écrasant conjointement le serpent chez le peintre maniériste Ambrogio Figino.
Le tableau scandalise les fidèles avec le sexe de l’Enfant (non circoncis) au premier plan, la gorge pigeonnante de Marie et l'attitude passive de sainte Anne, vêtue comme une paysanne, spectatrice impuissante de la lutte du Bien contre le Mal.
Roberto Longhi souligne le caractère plébéien des deux femmes : sainte Anne est présentée en vieille paysanne, Marie en lavandière, la robe retroussée, et Jésus est nu« comme Dieu l'a fait ».

## Iconographie et iconologie
La composition de ce tableau aborde en le résolvant le problème théologique posé par la traduction de la Septante, puis de la Vulgate au sujet de la scène biblique représentée issue de l'interprétation due Livre de la Genèse (3:14-15). La controverse autour du thème iconographique de l'Immaculée Conception est née de l'interprétation à donner au passage : « ipsa/ipse conteret caput tuum », « celle-ci/celui-ci t’écrasera la tête ». Qui écrase le serpent (symbolisant le Mal ou l'hérésie), la Vierge (ipsa) selon les catholiques, elle qui a donc eu le mérite d'écraser la tête du serpent avec son pied, ou Jésus enfant (ipse) selon les luthériens, le Fils qui a vaincu le Malin,? Le théologien Jean de Carthagène met fin à cette controverse en écrivant en 1609 « Il y a une lutte engagée entre la femme et le serpent, et c’est la femme qui en triomphe, mais elle en triomphe par son fils. C'est pour cette raison que Le Caravage montre Jésus posant son pied sur celui de sa mère écrasant le serpent : ainsi ce sont les deux protagonistes qui écrasent le serpent, l'un à travers l'autre : la Vierge à l'aide de son fils.
Émile Mâle soutient que le choix du Caravage est hérétique car plus proche de ce que pensent les luthériens, l'iconographie s'appuyant sur la bulle de Pie V Pie V de 1569. Cependant, cette bulle ne soutient pas que ce soit Jésus qui ait écrasé le serpent, mais bien Marie à travers son fruit, c'est-à-dire Jésus-Christ lui-même. Ambrogio Figino, qui à son tour avait développé un thème déjà représenté par Giovanni Paolo Lomazzo en 1571, un an après la bulle du pape, avait créé une Madone au serpent entre saint Paul et saint Michel peinte pour l'église San Romano à Lodi, dans laquelle Jésus aide la Vierge qui écrase le serpent avec son pied}, commandée les Jésuites, peut-être pour l'église San Fedele de Milan. Il y a développé une iconographie qui a trouvé un consensus en Italie et fait penser à deux retables similaires : celui de Federico Barocci, provenant de l'église Saint-François à Urbino, maintenant dans la Galleria Nazionale delle Marche et celui de Lodovico Carracci, autrefois dans une église servite d'Urbino et maintenant à Bologne. Il n'y avait donc aucun problème dans la représentation iconographique. Les Jésuites, qui soutenaient le rôle salvateur du Fils et n'aimaient pas la première version du retable, en commandèrent une seconde, mais celle-ci aussi, deux ans après sa pose, est supprimée en raison de l'intervention d'une autorité extérieure à l'église, peut-être le cardinal Federico Borromeo lui-même. L’œuvre a été remplacée par Le Couronnement de la Vierge. La Madone au serpent a ensuite été exposée à San Antonio Abate vers 1637. Il est donc clair que dans un contexte strictement de la Réforme, l’iconographie ne satisfaisait pas tout le monde et éveille les soupçons.
La solution du Caravage, qui reprend l'iconographie de Figino, a probablement déconcerté les Palefreniers qui n'avaient pas commandé une Immaculée Conception, mais une version plus élaborée de la traditionnelle Sainte Anne trinitaire. Le peintre a préféré suivre l'iconographie de Figino, dans la maison duquel il a probablement vu la première version de son tableau et plus tard la deuxième version à San Fedele, ce qui a conduit au rejet du tableau et donc aussi de sa conception du rôle du Christ dans la rédemption du péché originel, mettant en valeur le caractère plus humain de la Vierge.
La très humaine Mort de la Vierge de l'église Santa Maria della Scala a également été rejetée peu de temps après. Comme le prétend Stefano Pierguidi, en se référant à ce qu'a dit Ferdinando Bologna, Le Caravage ne s'est pas du tout aligné sur les directives de la Contre-Réforme, sans suivre les conceptions luthériennes, mais en soutenant une vision différente précisément par rapport à l'humanité de la Vierge et de l'Immaculée Conception et son iconographie, thème spécifique du retable de Figino auquel il voulait se référer,. 
Sainte Anne, selon Salvatore Settis, est tirée de la statue de Démosthène en méditation ; selon Walter Friedlaender la pose de la Vierge dérive également de la statuaire antique, précisément des figures sculptées sur un sarcophage romain avec Bacchus et Ariane, aujourd'hui à Baltimore,. Naturellement, le peintre, qui aurait pu voir les œuvres d'art antiques dans les riches collections romaines de la Villa Médicis, a représenté la Vierge et l'Enfant d'après nature et aurait pu leur donner des poses sculpturales, comme c'est le cas de sainte Anne, qui semble cependant bien plus convaincante dans sa reprise du modèle antique.

## Postérité
La peinture fait partie du musée imaginaire de l'historien français Paul Veyne, qui le décrit dans son ouvrage justement intitulé Mon musée imaginaire.